# Lotta Crabtree
Lotta Crabtree (ur. 7 listopada 1847 w Nowym Jorku, zm. 25 września 1924 w Bostonie) – amerykańska aktorka, jedna z najsłynniejszych w drugiej połowie XIX wieku.
W wieku 45 lat wycofała się z zawodu i osiadła w New Jersey.

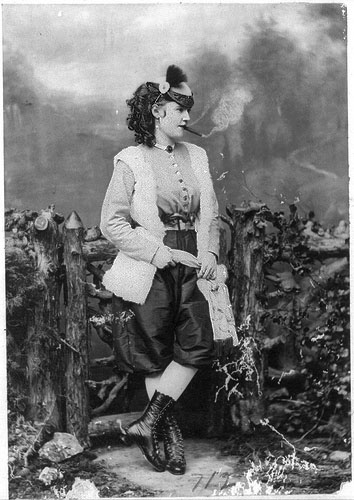
Lotta Crabtree (1868)